# Edward Hearn
Guy Edward Hearn (Dayton, 6 settembre 1888 – 15 aprile 1963) è stato un attore statunitense.

## Biografia
Ha partecipato a circa 400 film tra il 1915 ed il 1955.

## Filmografia parziale
- Her Bitter Cup, regia di Cleo Madison (1916)
- Daredevil Jack, regia di W. S. Van Dyke (1920)
- The Flirt, regia di Hobart Henley (1922)
- Scompiglio (The Turmoil), regia di Hobart Henley (1924)
- The Lawful Cheater, regia di Frank O'Connor (1925)
- As No Man Has Loved, regia di Rowland V. Lee (1925)
- The Yellow Cameo, regia di Spencer Gordon Bennet (1928)
- L'affare Donovan (The Donovan Affair), regia di Frank Capra (1929)
- The Spoilers, regia di Edwin Carewe (1930)
- L'agonia di una stirpe (The Last of the Mohicans), regia di Ford Beebe e B. Reeves Eason (1932)
- La setta dei tre K (Storm Warning), regia di Stuart Heisler (1951)